# Pawakhola
Pawakhola – gaun wikas samiti we wschodniej części Nepalu w strefie Kośi w dystrykcie Sankhuwasabha. Według nepalskiego spisu powszechnego z 2001 roku liczył on 509 gospodarstw domowych i 3092 mieszkańców (1543 kobiet i 1549 mężczyzn).